# Васильев, Илларион Васильевич
Васильев Илларион Васильевич (1801—1832) — законовед.

## Биография
Родился в Рязанской губернии.
В 1819 году окончил нравственно-политическое отделение Московского университета со степенью кандидата прав.
В 1823 году в Московском университете защитил магистерскую диссертацию на тему: «Рассуждение о законах государства Российского, изданных от основания оного до нынешних времён, с показанием причин периодической оных законов перемены и постепенной образованности, в какой они ныне».
С 1828 года И. В. Васильев — адъюнкт по кафедре русского законоведения Московского университета. Занимал также должность синдика университетского правления и секретаря училищного комитета при университете.
В 1829 году вышел в отставку. Полный же перечень его должностей и званий излагается следующим образом : «магистр нравственных и политических наук, соревнователь Общества истории и древностей Российских, секретарь училища при Московском университете, учитель русского законоведения, секретарь учительской конференции при Московском коммерческом училище».

## Научные исследования
Предметом научных исследований была история права и законодательства.
И. В. Васильев был одним из первых российских исследователей истории русского права, при этом он ставил своей задачей не только описать конкретные законодательные акты, но и раскрыть причины их возникновения и дальнейшего изменения, рассматривал законодательные изменения как прогрессивный процесс, как движение от несовершенных законодательных актов к современным, цивилизованным.
В то же время автор видел и существенный недостаток законодательства Русского государства — их множественность, бессистемность и противоречивость, а потому он полагал целесообразным проведение кодификационных работ, чтобы «привести законы в систематический порядок и собрать их в один общий состав». Кроме того, И. В. Васильев предпринял попытку толкования ряда терминов старого русского уголовного процесса.
И. В. Васильев был автором первого в российском правоведении учебника, ориентированного на всех обучающихся, а не только на юристов. Его «Новейшее руководство к познанию российских законов» было предназначено для всех юношей, поскольку он считал, что российские законы нужны всем, без какого — либо исключения. Каждый народ имеет свои законы, обусловленные его верой, правлением, наукой, торговлей и промышленностью.
По мнению И. В. Васильева, история российского права в своём развитии прошла три этапа: древний, средний и новый. В своём учебнике он излагал только действующее, новое право, закрепляющее основы организации и деятельности государственной власти в России. При этом использовал весьма оригинальный способ изложения. В учебнике нет авторских комментариев и оценок, весь материал взят из действующих законов, но изложен таким образом, что позволяет приобрести чёткое представление о соответствующем государственно — правовом институте. По своей структуре и содержанию «Новейшее руководство» представляет собой неофициально систематизированную конституцию, поскольку в ней освещены практически все вопросы, которые традиционно входят в конституцию: изложен образ правления и дана характеристика царской власти как самодержавия, раскрыт порядок подготовки и принятия законов и порядок их опубликования и вступление в действие.
Кроме того, большая часть учебника отведена изложению правового статуса органов государственной власти, которые в тот период назывались присутственными местами и подразделялись на три вида: судебные, хозяйственные и исполнительные. Государственное же управление осуществляли Государственный совет, Святейший правительствующий Синод, Правительствующий высший Сенат, Главный штаб его Императорского величества, министерства.
Как следует из учебника И. В. Васильева, закон в тот период понимался как постановление Верховной власти, по которому обязаны поступать подданные.
Как видим, определение содержит лишь один признак — общеобязательность законов для всех подданных, однако в нём отсутствуют более значимые признаки, характеризующие закон как акт высшей юридической силы и способы формирования и принятия закона. Однако уже в тот период признаётся необходимость опубликования законов, и самое главное, с фактом опубликования связывается начало его вступления в силу, и отсутствие обратной силы. Закон вступал в силу сразу же после его опубликования и действовал только на будущее время. Из-под юрисдикции законов изымалось духовенство, которое должно было руководствоваться Кормчей книгой. Ещё одна характерная деталь: в случаях, когда гражданские законы имели пробелы, разрешалось применять военное законодательство.

## Публикации
И. В. Васильев подготовил около 20 публикаций.
- Изречения Лакемонцев, собранные Плутархом Москва, 1819
- Обозрение римского законодательства Москва, 1820
- О духе законов, ныне существующих в Российском государстве Москва, 1824
- Речь о духе законов Москва, 1826
- Краткая история Государства Российского для начинающих Москва, 1825; 1830
- Новейшее руководство к познанию российских законов Ч. 1-2 Москва, 1826, 1827
- Фемида или Начертание прав, преимуществ и обязанностей женского пола в России на основании существующих законов Москва, 1827
- О сущности и пользе законов вообще и необходимости изучения отечественных законов Москва, 1828
- Новейшее историческое, политическое, статистическое и географическое описание Царства Польского Москва, 1826—1827